# NVIS (радиосвязь)
NVIS, сокр. от Near Vertical Incidence Skywave (Околовертикальное падение ионосферной волны) — явление ближнего распространения радиоволн с почти вертикальным отражением от ионосферы с углами от 75 до 90°, характерное для низкочастотного участка коротковолнового диапазона а также способ радиосвязи, основанный на этом явлении.
Используется в военной и гражданской радиосвязи а также в радиовещании на расстояниях от 0 до 650 км в диапазоне рабочих частот от 2 до 8 МГц. Этот способ радиосвязи особенно эффективен в горной местности, где применение ультракоротких волн невозможно из за отсутствия прямой видимости. NVIS радиосвязь требует антенн, способных излучать вертикально вверх — антенн зенитного излучения (АЗИ).

## Физические основы

[https://nvis.club/teoriya/prokhozhdenie NVIS прохождение радиоволн

При NVIS радиосвязи используются пространственные радиоволны, отражённые от ионосферы под углами близкими к вертикали. В дневное время происходит отражение от слоя E, расположенного на высотах 100 - 130 км, при этом радиоволны частично затухают, дважды пересекая на высотах 60 - 80 км слабо ионизированный поглощающий слой D, который, в дневное время очень активен и блокирует возможность дальних радиосвязей, так как луч волны, дважды пересекающий слой D под острым углом, испытывает более сильное поглощение. В то же время, радиоволны направленные вертикально вверх и под небольшими углами к вертикали (что имеет место при NVIS), пересекают слой D по кратчайшему пути и затухают меньше, это позволяет использовать слой E для радиосвязи в радиусе 100 - 200 км при относительно небольшой мощности передатчика.
В вечернее и ночное время схема отражения радиоволн от ионосферы меняется. При отсутствии солнечной радиации слой D постепенно ослабевает, а затем разрушается. Появляются условия для дальнего прохождения под низкими углами к горизонту. Затем, ближе к утренним часам, ослабевает и слой E, теряя отражающие свойства и начиная пропускать через себя радиоволны более низких частот чем в дневное время. Отражение радиоволн начинает происходить от более высоких слоев ионосферы F1 и F2, радиус действия передатчика значительно увеличивается, но одновременно, по этим же причинам, растет и уровень помех в точке приёма, условия связи в целом ухудшаются. Низкие рабочие частоты, на которых радиоволны ещё сохраняют способность отражения от нижних слоев ионосферы, становятся более предпочтительны для NVIS, в то время как днём на этих частотах радиосвязь может оказаться невозможна (особенно при малой мощности передатчика) из-за роста поглощения в растущем слое D.
Как и традиционная коротковолновая радиосвязь, NVIS подвержен влиянию суточных, сезонных и 11-летних солнечных циклов, воздействующих на ионосферу, а также воздействию геомагнитных бурь и других ионосферных явлений, однако это влияние выражено слабее чем при дальней КВ связи, поскольку нижние слои ионосферы менее подвержены возмущениям, в отличие от слоёв F1 и F2.
Типичные дневные частоты при NVIS 4...8 МГц, ночные 2...4 МГц. Минимальная рабочая частота ограничена поглощением радиоволн в слое D, увеличивающимся с понижением частоты (увеличением длины волны λ) и зависит также от мощности радиопередатчика и эффективности антенн. Более мощные радиопередатчики и более эффективные антенны способны частично компенсировать затухание в D-слое и создать достаточную напряженность поля в точке приёма на более низких частотах. Верхняя рабочая частота определяется критической частотой отражающих слоев ионосферы (обычно слоя E) и редко превышает 8 МГц. Обычно стремятся используют более низкие частоты, так как прохождение на них стабильней, но в то же время, это требует применения более громоздких антенн, либо влечет за собой снижение эффективности существующих.

## Особенности

### Преимущества
- Не чувствительна к рельефу местности и электрическим свойствам земли.
- Не требовательна к ориентации антенны.
- Не требует большой высоты подвеса антенны.
- Возможна работа малой мощностью (от единиц ватт), что важно в мобильном использовании.
- Сложность пеленгации. Отсутствует выраженное направление на передатчик.
- Низкая вероятность перехвата из за ограниченного радиуса действия.
- Организация связи не требует дополнительной инфраструктуры и сторонних организаций (ретрансляторов, провайдеров и т.п.).

### Недостатки
- Сильная подверженность атмосферным и индустриальным помехам, особенно в районе городов и вблизи ЛЭП.
- Низкие частоты и, связанная с этим, небольшая информационная ёмкость диапазона.
- Большая длина волны, требующая для работы в мобильном варианте высокоэффективных согласующих устройств, либо развёртывания на местности относительно больших антенн.

## Оборудование
Для организации NVIS радиосвязи пригодны все коротковолновые радиостанции, с нижней границей диапазона рабочих частот 4 МГц и ниже. Основное значение имеет тип применяемых антенн.
Важно, чтобы приёмная и передающая антенны имели диаграмму направленности вертикально вверх и под большими углами к горизонту (обычно более 75°). Распространение радиоволн по таким траекториям не создаёт вокруг передатчика, так называемой, зоны молчания (мёртвой зоны), в которой прямая наземная радиоволна уже ослаблена поглощением земли, а отражённая от ионосферы ещё не достаточно сильна. NVIS не ставит задачей радиосвязь на расстояниях более нескольких сотен километров, так как излучение и радиоприём под малым углом к горизонту вызовет бесполезную трату энергии передатчика и повысит уровень помех в месте приёма из-за усиления сигналов от нежелательных источников радиоизлучения, расположенных на значительно более обширной территории чем зона обслуживания, например, дальних гроз или удалённых радиостанций. Наземная волна, создаваемая антенной, также нежелательна, так как может создать интерференцию с пространственной волной и ухудшить качество связи а также, повысить фон радиопомех от местных, близко расположенных источников при работе такой антенны на приём.
Поскольку излучение вертикально поляризованных радиоволн вверх невозможно, в NVIS используется горизонтальная поляризация. Направление поляризации по азимуту значения не имеет, так как после отражения от ионосферы радиоволна приобретает непредсказуемую поляризацию (в общем случае эллиптическую), приём которой в среднем одинаково эффективен при любой ориентации приёмной антенны.
Антенны для NVIS называются антеннами зенитного излучения (АЗИ). На практике зенитное излучение могут обеспечить многие распространённые типы антенн:
- Штыревая антенна.  В классическом варианте является «анти-NVIS» антенной с минимумом диаграммы направленности в зенит, однако, наклон штыря в горизонтальное положение даёт возможность частично излучать радиоволны вертикально вверх. Широко используется на кораблях, автомобилях. В составе командно-штабных машин (КШМ), подобные типы антенн получили название ШАЗИ[4] или ДШАЗИ[5]. Как правило, штыревые антенны значительно короче 1/4 длины волны и требуют для работы согласующее устройство.
- Полуволновый диполь. Обладает хорошей направленностью в зенит при высотах подвеса от  0,05 до 0,3λ (оптимально 0,2λ)[6]. Облегчённый вариант диполя подходит для переносных радиостанций. С целью улучшения направленности и уменьшения потерь в грунте над землёй, вдоль полотна антенны, может быть натянут дополнительный провод-рефлектор. Аналогично может быть использован полуволновой петлевой вибратор или антенна «Inverted-V» с несколько худшими характеристиками.
- Наклонный луч. Как и штыревая антенна, является компромиссным вариантом. При вертикальном или околовертикальном положении этот тип антенны эффективен при работе с земной волной, при пологом наклоне приобретает NVIS свойства. Прост в развёртывании и также подходит для переносных радиостанций.
- Рамочная антенна. С размерами рамки 0,1λ и менее работает как магнитный диполь. Имеет хорошую направленность в зенит при вертикальной ориентации. Благодаря малым габаритам и жёсткости конструкции, хорошо подходит для транспортных средств с размещением на крыше автомобиля, часто выполняется в складном варианте. При работе на передачу требует высокоэффективное согласующее устройство. Двойная рамочная антенна АЗИ-Р, используемая на КШМ Р-142.[7][8].

На стационарных радиоцентрах возможно применение и более сложных и эффективных антенн, таких как логопериодические, спиральные конусные или фазированные антенные решётки.

## История
Практически NVIS, в какой то мере, стало применяться ещё на заре освоения коротких волн, однако, из-за слабой изученности ионосферы, этот вид связи не выделялся в особую категорию. Длительное время в тактическом звене армейской радиосвязи широко использовалось поверхностное распространение радиоволн, которое в средневолновом и низкочастотном КВ диапазонах обеспечивало дальность 30 км при применении маломощных радиостанций и штыревых антенн вертикальной поляризации и до сотен километров при применении радиостанций средней мощности. В 1950-е годы целенаправленное исследование NVIS провёл английский коротковолновик G3BGL/VS7PS на о. Цейлон с привлечением местных радиолюбителей. Результаты этих исследований использовались при организации радиовещания на диапазонах 120, 90, 60, 49, 41 и 31 м в тропической зоне. В последующем стали появляться публикации по NVIS и для целей ближней радиосвязи. Началось производство и комплектация радиостанций специализированными антеннами зенитного излучения.

## Применение
Радиосвязь на дальностях от 30 до 500 км в районах без развитой инфраструктуры связи. В горных районах NVIS может оказаться лучше чем поверхностная (земная) волна и на более близких дистанциях. Традиционно используется в военной радиосвязи. Антеннами зенитного излучения для NVIS всегда комплектуются КШМ. Может использоваться спасателями, путешественниками, геологами, а также в хозяйственной деятельности на удалённых территориях, там где требуется быстрая организация временной радиосвязи минимальными средствами в пределах района.

## Альтернативы
- Наиболее эффективной альтернативой NVIS радиосвязи считается спутниковая связь. Однако она также обладает рядом недостатков, таких как: высокая стоимость[9], зависимость от производителей абонентского оборудования, другой инфраструктуры и провайдеров, часто находящихся за границами и вне юрисдикции государства. Покрытие спутниковой связи не всегда глобально, в полярных широтах теряется связь с геостационарными спутниками, при недостаточно многочисленной группировке низкоорбитальных спутников возникают задержки из-за ожидания прохода спутника.

- Повышение дальности УКВ радиосвязи применением узконаправленных антенн, антенно-мачтовых устройств и ретрансляторов. Привлекателен возможностью использования мобильными абонентами распространённых УКВ радиостанций или даже мобильных телефонов, но для покрытия сопоставимых по площади территорий, требует разворачивания довольно сложной и дорогой системы ретрансляции а применение направленных антенн усложняет связь с подвижными радиостанциями.
- Использование поверхностных радиоволн с вертикальной поляризацией в диапазоне частот 1-3 МГц (300-100 м), которые, традиционно использовались для радиосвязи между наземными подвижными радиостанциями.[10] На этих частотах создаётся наиболее выгодное соотношение между условиями распространения (слабое поглощение землёй, способность огибать неровности рельефа) и габаритами антенн при их достаточной эффективности. Такой способ часто используется совместно с NVIS, в частности, в радиостанции 28РТ-50-2-ОМ («Полоса-2») при переходе на поддиапазон 1-4 МГц антенный выход автоматически переключался на несимметричный, и замыкалась линия питания дипольной антенны, превращая её в Т-образную антенну вертикальной поляризации.[11] Недостатки данного метода: ещё меньший чем при NVIS частотный ресурс, большие габариты антенн, сильная зависимость от электрических свойств земной поверхности, резкий рост мощности передатчика при радиосвязи на расстояниях более 50 км.

- КВ радиосвязь на частотах выше 7 МГц с вынесенным за пределы зоны обслуживания и зоны молчания ретранслятором (2000 — 3000 км). Привлекательна тем, что позволяет применять достаточно короткие штыревые антенны вертикальной поляризации у мобильных абонентов и эффективные направленные антенны ретранслятора, так как все корреспонденты находятся от него в одном направлении. Недостатком является необходимость в дополнительной, удалённой от района связи, инфраструктуре и более сильная зависимость от возмущений ионосферы[9].